# Brainiac
Brainiac é um supervilão fictício que pertence ao universo dos quadrinhos da DC Comics, aparecendo mais frequentemente como oponente do Superman, seu segundo arqui-inimigo mais letal depois de Lex Luthor, e um inimigo frequente da Liga da Justiça.
Brainiac é tipicamente descrito como um ciborgue ou androide extraterrestre. Ele é um dos principais inimigos do Superman, e é responsável por encolher e roubar a Kandor, a capital do planeta natal de Superman, Krypton. Em algumas continuidades, ele também é responsável pela destruição de Krypton. Devido a várias revisões da continuidade da DC, variações do Brainiac apareceram. A maioria das encarnações de Brainiac descreve-o como um ser de pele verde em forma humanoide. Ele é careca, com um conjunto de objetos parecidos com eletrodos (às vezes brilhando) que se projetam de seu crânio. Toda vez que Brainiac é morto, sua consciência ainda funciona, o que significa que ele só é morto fisicamente e a única maneira para que Brainiac seja morto conscientemente é destruir o banco de memória dele.
Seu nome é uma junção das palavras em inglês "cérebro" (brain) e "maníaco" (maniac). É considerado pela IGN o 17º dos 100 maiores vilões.

## História da publicação
Brainiac apareceu pela primeira vez em Action Comics #242 (Julho de 1958), e foi criado por Otto Binder e Al Plastino.

## Biografia do personagem fictício

### Era de Prata
Em sua primeira aparição em Action Comics #242 (Julho de 1958), Brainiac é um humanoide careca, de pele verde, que veio à Terra para encolher várias cidades, inclusive Metrópolis, armazenando-as em frascos com a intenção de usá-las para restaurar o então desconhecido planeta que ele governou. Ele é originalmente notável apenas por ter encolhido a cidade de Kandor em uma garrafa, por ter um raio encolhedor e por usar um campo de força. Foi acompanhado por um "macaco espacial" chamado Koko.
Em aparições subsequentes neste período inicial, Brainiac é usado principalmente como um dispositivo de enredo, em vez de um vilão em destaque no mês. A próxima aparição de Brainiac é principalmente nos bastidores, quando ele tenta matar Lois Lane e Lana Lang, levando o Superman a dar super poderes a Lois e Lana. Mas o vilão permanece invisível, exceto como uma reviravolta no final da história. A próxima aparição de Brainiac em "Superman's Return to Krypton" em Superman #141 (novembro de 1960) mostra-o como o vilão que roubou a cidade engarrafada de Kandor, que é ironicamente e tragicamente a única cidade em Krypton que acredita no aviso de Jor-El sobre o destino do planeta, e já havia construído uma arca espacial dentro da cidade para salvar a população. A próxima aparição de Brainiac é em Action Comics #275 (abril de 1961), que mostra o vilão planejando derrotar Superman expondo-o à kryptonita vermelha e verde, dando a Superman um terceiro olho na parte de trás de sua cabeça, forçando-o a usar vários chapéus para escondê-lo. Superman logo derrota Brainiac e envia-o para o passado distante. Esta é a primeira aparição na história dos icônicos objetos vermelhos de diodo/eletrodo de Brainiac em sua cabeça, que já haviam aparecido na capa de sua primeira aparição em Action Comics #242 (julho de 1958), mas não foram mostrados na história real. Em "Superboy" #106 (julho de 1963), Superman como um bebê encontra Brainiac e é explicado que Brainiac parece mesmo ter um período de vida de 200 anos. É revelado que ele veio de um planeta chamado Bryak e depois de uma viagem no espaço, ele retorna para encontrar todos mortos por uma praga. Ele pretende levar pessoas de outros planetas (em cidades encolhidas, e ele tem um raio de crescimento) para repovoar Bryak, onde ele irá governá-los.
O legado de Brainiac foi revelado em Action Comics #276 (Maio de 1961), em uma história de "back-up" (cópia de segurança) Legião dos Super-Heróis. Esta história introduziu um adolescente loiro de pele verde chamado Querl Dox, ou Brainiac 5, que alegou ser descendente do século 30 de Brainiac. Ao contrário de seu ancestral, Brainiac 5 usou seu "intelecto de décimo segundo nível" para as forças do bem e se juntou à Legião ao lado de Supergirl, por quem se apaixonou. Seu planeta natal foi dado variadamente como Bryak, Yod ou Colu.
Ao combater Brainiac, Superman descobriu que o bandido tinha encolhido a cidade kryptoniana de Kandor. Para restaurar as cidades da Terra a seus tamanhos normais, os kandorianos sacrificaram sua restauração para ajudá-lo. Superman guardou o frasco com a cidade em sua Fortaleza da Solidão, prometendo achar um meio de retornar os nativos a seus tamanhos normais.
Em Superman #167 (fevereiro de 1964, republicada no Brasil na coleção "Superman 70 anos" #1 da Editora Panini, Setembro/2008), foi revelado que Brainiac era uma máquina criada pelo Computador Tirano de Colu, para ser um espião. Para dar a ilusão de que ele estava vivo, Brainiac ganhou um "filho", um jovem coluano que recebeu o nome "Brainiac 2", mas escapou; este era o ancestral de Brainiac 5. (Depois foi revelado que seu nome era Vril Dox, e que ele liderou uma revolta contra o Computador Tirano).
Foi nesta história que Brainiac apareceu pela primeira vez com a famosa rede de diodos vermelhos sobre sua cabeça, explicado depois como sendo "terminais elétricos de seu sistema nervoso"; esta aparência se manteria até Action Comics #544 (Junho de 1983), na qual ele foi forçado a criar um novo corpo; um esqueleto de metal vivo com uma "caixa craniana" cinza com padrões de colmeia. Brainiac manteve esta aparência até depois de Crise nas Infinitas Terras, ou simplesmente "Pós-Crise".
O menino, cujo nome era Vril Dox, liderou uma revolta contra os Computer Tyrants, acabando por destruí-los. Brainiac vê um monumento a isto quando ele retorna a Colu.

### Pós-Crise
No universo DC da Pós-Crise, a história de Brainiac foi alterada dramaticamente. Vril Dox era agora um cientista rebelde de Colu que, tentando desligar o computador Tirano, foi descoberto e sentenciado à morte. Em seus últimos momentos, sua consciência foi atraída para à Terra pelos poderes do artista circense Milton Fine, um humano que trabalhava sob o pseudônimo de "Brainiac". Necessitando de líquido cranial para manter a possessão do seu hospedeiro humano, Dox descobriu os poderes psíquicos genuínos de Brainiac. A partir daí os usou frequentemente contra o Superman. Esta versão de Brainiac fez sua primeira aparência nas aventuras do Superman #438 (março 1988).
Brainiac foi capturado mais tarde por Lex Luthor, mas usou seus poderes para controlar a LexCorp, quando o vilão estava longe. Sob seu domínio mental, os cientistas restauraram seu aspecto coluano. Os diodos em sua cabeça agora aumentaram e estabilizaram seus poderes mentais, além de permitir-lhe acesso direto a memória do computador central da organização. Continuou a atacar o Superman, usando uma combinação de poderes mentais e do controle de computador. Em outra ocasião retornou às táticas de encolher cidades da sua encarnação pré-Crise.
No evento conhecido por "Invasão!", foi revelado que o Computador Tirano desenvolveu um clone de Dox, para trabalhar como ajudante de laboratório. O nome deste era Vril Dox II, que se tornou líder da equipe de superpoliciais L.E.G.I.Ã.O. Este foi o Brainiac 2, embora ele não use este nome.

## Brainiac Pré-Crise no universo da Pós-Crise
Histórias recapituladas que fazem menção aos Omega Men trazem referência ao Brainiac da era Pré-Crise, com ele aparecendo estudando Kandor de Krypton, sugerindo que alguma coisa da fase Pré-Crise seria aproveitada na continuidade moderna.
Na série "Nova Krypton" em 2008, depois da reformulação nas histórias do Superman realizada em  "Birthright" de 2003, Brainiac ataca Kandor, miniaturizando a cidade kryptoniana que vai ser mantida presa sobre seus domínios durante muitos anos.
Em sua chegada à Terra, atacando Metropólis e miniaturizando a cidade, Brainiac sequestra Superman e Supergirl e revela a verdadeira origem de Kara-Zor-El: ela veio de Argo City e conseguiu escapar para a Terra, depois que sua cidade natal foi destruída por Brainiac.
Kandor foi resgatada pelo Superman que derrotou Brainiac. Levou-a próxima à Fortaleza da Solidão e reverteu a miniaturização, voltando a cidade ao tamanho original. Mais tarde, com os conflitos dos kryptonianos na Terra, Kandor deixa o planeta, criando um novo mundo ainda no Sistema Solar mas distante da Terra, usando tecnologia coluana aprendida pelos kryptonianos da cidade. É iniciada a nova era batizada de "Nova Krypton".

## Brainiac 2
Vril Dox do planeta Colu é um personagem dos Comics da D.C. É o filho de Brainiac, um dos maiores inimigos do Superman. É um antepassado de Querl Dox, Brainiac 5 do Legião dos Super-Heróis.

## Invasão!
Na série Invasão revelou-se que, antes de sua dispersão, o computador Tirano tinha permitido que Vril Dox criasse um clone para ajudá-lo como assistente do laboratório. Este era Vril Dox II, que iria dar forma a L.E.G.I.Ã.O., e (embora nunca use o nome) é a versão pós-Crise de Brainiac 2.

## As guerras de Apocalipse (Doomsday)
Devido aos enfrentamentos anteriores com Superman em Metrópolis, o corpo frágil de Milton foi danificado irreparavelmente, deixando Brainiac ffisicamente impotente. A fim de preservar sua vida, o androide elaborou um plano sofisticado. Enviou um agente coluano chamado Prin Vnok, a uma viagem no tempo. Seu objetivo era encontrar o monstruoso Apocalipse (Doomsday), que tinha sido deixado perdido por Superman e por Waverider no fim dos tempos a fim de não mais retornar como uma ameaça. Segundos antes que as forças da entropia destruíssem Apocalipse para sempre, ele foi resgatado por Prin Vnok e trazido à Colu.
Lá, um Brainiac moribundo transferiu sua consciência para o corpo de Apocalipse, transformando-se temporariamente no ser mais poderoso no universo: uma mente de gênio dentro de corpo de titã, indestrutível. Entretanto, a mente primitiva de Doomsday sobrepujou a vontade de Brainiac, forçando-o a encontrar um outro corpo hospedeiro. Embora Brainiac tentasse criar um clone de Apocalipse, no qual pudesse habitar, seus esforços falharam e foi forçado a adotar um corpo androide, que recebeu o nome de Brainiac 2.5. Tornou-se obcecado momentaneamente com a vitória do Superman.
Na virada do milênio, Brainiac revelou ter colocado um vírus latente no sistema de segurança nos computadores da LexCorp. Queria aumentar suas habilidades de controle computacional e com isso permitiu que uma versão sua do futuro, Brainiac 13 do século 64, chegasse ao presente. B-13 começou a transformar Metrópolis numa versão futurista, que, aparentemente, era controlada por ele. Quando se tornou evidente que iria ser derrotado pelos esforços combinados de Luthor, de Superman e de sua própria versão atual (Brainiac 2.5, que possuía agora o corpo da filha criança de Luthor, Lena), Brainiac 13 cedeu o controle da cidade à Luthor na troca para Lena/Brainiac 2.5, que lhe ajudou a escapar.
Brainiac 13 retornou à Terra quando os mundos do presente e do futuro se encontraram na guerra entre o androide vilão e a Imperiex. Brainiac 13 queria aliar-se a sua versão do presente, Leniac (Brainiac no corpo de Lena), mas foi descoberto que isso era parte para retomar o controle. "Leniac" com a aparência de uma adolescente de cor verde com "discos de controle" em sua testa, sugerindo os diodos de um Brainiac mais avançado (e idêntico aos discos da testa do Brainiac 5.1, na Legião e a versão de Superman Animated e do Brainiac original).
No fim da guerra Brainiac 13 e Imperiex foram mandados ao passado em uma grande explosão e Brainiac 2.5 foi finalmente expelido de Lena, que voltou a ser criança, embora permanecendo com os discos.
No Superman #200 (fevereiro de 2004), o Homem de Aço viaja ao futuro e combate Brainiac 12, descobrindo que tudo que Brainiac 13 tinha feito no passado tinha sido projetado para assegurar acontecimentos que permitiriam a sua transformação. A derrota de B-12 antes de seu melhoramento, aparentemente impediu o surgimento de B-13.

## Brainiac 4
Brainiac 4 era a mãe do membro da Legião dos Super-Heróis Brainiac 5 (5.1, na continuidade criada pela saga Zero Hora).
Desde seu nascimento, sofria da ausência total de emoções - abandonou seu filho no nascimento, numa tentativa de encontrar algo emocionalmente estimulante. Vivendo uma variedade das vidas, de mendiga, heroína e jogadora, transformou-se eventualmente em líder de um grupo terrorista conhecido como Círculo Negro. Ali encontrou algo que fez com que sentisse emoção: enviar uma frota inteira para a morte. Mais tarde, seu filho encontrou-a - somente para que sofresse uma tentativa de assassinato por parte da mãe. Brainiac 4, na expectativa de que, ao matar desconhecidos tinha se sentido bem, ao eliminar seu filho a sensação seria melhor. Após ser detida pelo legionário-inseto Gates, foi internada em um asilo.
Durante a minissérie Underworld, Vril Dox ou Brainiac 2 vende a alma de um descendente do século XXX a Neron. É, possivelmente, a origem da maldade de Brainiac 4.
Depois da reformulação de Mark Waid, a mãe de Brainiac 5 não é mais uma vilã. Apareceu momentaneamente como um dos coluanos que sofrem de uma doença que reduz as habilidades mentais, como parte de um ataque aos Planetas Unidos. Dox a chama de grande pesquisadora de Colu e menciona que cantava para ele dormir quando criança. Não é chamada de Brainiac 4.
Em nenhuma continuidade é citado seu nome real, embora se possa supor que seu sobrenome seja "Dox".

## Brainiac 5
O herdeiro de Brainiac se revelou em Action Comics #276, em uma história secundária da Legião dos Super-Heróis. Apresentado como um jovem loiro de pele esverdeada chamado Querl Dox, ou Brainiac 5, ele acreditava ser descendente do século 30 de Brainiac, vilão do Superman. Diferente de seu aparente ancestral, Brainiac 5 usa seu "intelecto de nível 12" para auxiliar as forças do Bem. Juntou-se à Legião na mesma época que a Supergirl, por quem se apaixonou. Seu planeta-natal era citado, variando entre Yod ou Colu.

## Brainiac 8 (Indigo)
Recentemente, Brainiac 6 fez sua "neta" Brainiac 8 (conhecida como Indigo) tentar matar Donna Troy a fim de assegurar o futuro do planeta Colu. Indigo estava infiltrada na equipe de super-heróis dos Renegados e os traiu, se aliando a Brainiac, Lex Luthor e o Superboy sob lavagem cerebral, que tinham atacado os Novos Titãs. Na batalha que se seguiu, Indigo morreu e o Superboy se livrou do controle mental. Luthor escapou. Quando a nave de Brainiac foi destruída, o destino do vilão ficou desconhecido. Numa história alternativa recente, foi revelado que Brainiac 8 havia clonado seu corpo, alegando que Colu não produzia mais robôs.
Na sequência dessa história, os Novos Titãs invadiram o laboratório de Luthor numa tentativa de salvar a vida de Superboy e descobriram várias tentativas de clones fracassadas de Brainiac. Lutaram com um deles autodenominado Brainiac-Alpha.

## Em outras mídias

### Televisão
- "The New Adventures of Superman" - Filmation - A versão padrão da "Pré-Crise" do vilão (o robô verde-limão com diodos no crânio) fez sua primeira aparição nessa série animada que começou em 1966. É a mesma versão do robô que foi visto a primeira vez usando seu raio encolhedor para criar uma "Arca de Noé cósmica", encolhendo um macho e uma fêmea de cada espécie da Terra para refazer o seu planeta natal que estava morrendo. Apareceu em diversos episódios.
- Challenge of the Super Friends 1980 - Brainiac ressurgiria na animação "O Desafio dos Super Amigos", onde originalmente foi dublado por Ted Cassidy, que já fizera o Arraia Negra. Apareceu também em um episódio curto, "Superclones", clonando Aquaman e Eldorado.
- "Super Friends: The Legendary Super Powers" de 1984 - Versão mecânica que apareceu nos episódios The Wrath of Brainiac e The Village of Lost Souls.
- Em uma famosa paródia do canal de televisão por assinatura Cartoon Network, Brainiac pede para Luthor "um par de calças decente", instigando Solomon Grundy a pronunciar sua famosa frase: "Solomon Grundy quer calças também!!!".
- The Super Powers Team: Galactic Guardians, episódio "Brain Child".
- Superman: The Animated Series - uma versão de Brainiac (originalmente dublado por Corey Burton no estilo de HAL 9000, e narração de abertura de Vic Perrin de The Outer Limits). Era o supercomputador que controlava a maioria das operações cotidianas em Krypton. Detectou a destruição iminente do planeta, mas preferiu não advertir os outros, escolheu salvar a si e aos registros coletados de Krypton. Em sua mente, contanto que os registros de Krypton existissem, a perda do planeta (e todos seus habitantes vivos) era simplesmente parte da ordem natural. Sabia que se a notícia da destruição de Krypton se espalhasse, ele seria forçado a calcular uma maneira de evitar isto, o que seria impossível e ainda impediria que ele salvasse toda a informação do planeta em seus arquivos e escapasse. Brainiac transferiu seu programa e todos os dados coletados do núcleo a um satélite artificial. Anos mais tarde, foi descoberto por uma nave espacial estrangeira. Ele sequestrou a nave e matou a tripulação, começando em seguida a explorar o universo. Cada vez que chegava num mundo habitado, armazenava todo o conhecimento que podia desse mundo e então o destruía (diminuir o número dos seres que têm o acesso ao conhecimento o faria muito mais valioso e destruir os planetas asseguraria que nenhuma informação nova seria criada), junto com dados crus, assimilados também com a tecnologia que por ventura encontrassem, melhorando o mundo com cada visita (se assemelhando à metodologia do Borg de Star Trek). Acabou tomando seus caminhos para a Terra, sob a pretensão de uma solução pacífica de troca de conhecimento com Lex Luthor. O Superman descobriu as verdadeiras intenções de Brainiac, e derrotou-o com a ajuda de Luthor. Brainiac foi aparentemente destruído, mas alguns episódios mais tarde revelaram que os dados que Brainiac havia transferido de computadores da LexCorp não eram sobre conhecimento alienígena, mas uma cópia de sua própria programação. No processo, Superman descobriu que Brainiac tinha destruído e coletado dados de inúmeros outros mundos. Ele tentou diversas vezes reviver, primeiramente capturando Luthor e forçando o a reconstruir seu corpo, e uma outra vez tomando controle de Bruce Wayne, fazendo com que o Superman se alie com Robin a fim de encontrá-lo.
- Liga da Justiça - No episódio  "Twilight", Brainiac reemergiu no declínio da Liga da Justiça com ele atacando Apokolips, depois que Darkseid tinha sofrido uma grande derrota às mãos de Orion. Isso fez com que Darkseid fosse à Torre da Liga pedir ajuda aos heróis. O plano de Brainiac era assumir o corpo do Superman como hospedeiro. Quando Brainiac estava tentando entrar na mente do Homem de Aço, Darkseid o traiu cortando seus sistemas. Após uma batalha entre Brainiac (controlado por Darkseid) e a Liga, aparentemente os dois vilões foram destruídos.
- Static Shock (Super Choque) - em dois episódios "cruzados" cujo título é A League of Their Own, Brainiac agora estava reduzido a um circuito alienígena mantido congelado, escapando do confinamento logo depois de uma falha de potência na Torre da Liga da Justiça. Super Choque e seu amigo Richie (conhecido também como Gear) foram recrutados pela Liga da Justiça para ajudá-los a recarregar os geradores, mas Brainiac assumiu o dróide Backpack de Richie e mais tarde transformou-o em um ciborgue sob seu controle. Como Brainiac teve de usar as mãos e os conhecimentos tecnológicos de Richie para construir uma nave de guerra e dominar cada integrante da Liga (com pequenos implantes introduzidos no espaço onde o crânio se une à coluna vertebral), Richie tentou voltar a si e avisar Super Choque sobre os meios para derrotar Brainiac: o controle remoto do Backpack tinha um botão de desliga. Super Choque eventualmente o descobriu e pôde parar a alimentação na fonte, salvando o planeta Terra. A voz original de Brainiac aqui soa completamente diferente, mas ainda é Corey Burton; os produtores de Static Chock decidiram lançar a voz de Burton significativamente mais baixa para sua exibição.[5] Pode-se notar também que apesar de Brainiac ser vilão do Superman, este não aparece com a Liga da Justiça em nenhum dos dois episódios.
- Justice League Unlimited - Durante um encontro acontecido anos antes (em Superman: A Série Animada, episódio Ghost in the Machine), Brainiac tinha entregado uma sonda nanorrobótica contendo uma parcela de sua consciência em Lex Luthor. Essa sonda começou a modificar o corpo de Luthor e a controlá-lo sutilmente para cometer ações que resultaram em um dos principais arcos de história que ocorreram nas primeiras duas temporadas da Liga Justiça Sem Limites. No final do episódio Panic in the Sky e continuando no episódio seguinte, Divided We Fall, Brainiac revelou-se à Liga da Justiça, assimilando nanotecnologia da máquina alienígena Dark Heart bem como sua tecnologia derivou-se do androide Amazo. Sob estímulo de Luthor, Brainiac se fundiu com o mesmo, combinados em uma única entidade com os objetivos e abordagens de Brainiac moderados pela ambição e crueldade de Luthor, com o novo propósito de destruir o universo e recriá-lo sob sua imagem. Esta versão de Brainiac/Luthor era na maior parte dourada e azul, e parcialmente robótica. Luthor/Brainiac foram derrotados pelo Flash. Após a derrota, tudo que restava de Brainiac era um pequeno pedaço de seu corpo, que de alguma forma viria à posse do Gorilla Grodd, na segunda temporada da Liga da Justiça Sem Limites. Luthor continuou a falar com a consciência de Brainiac, existindo aparentemente ainda dentro de sua própria mente. Incitado por Brainiac para escapar da prisão, Luthor foi pego pela Legião do Mal de Grodd. Luthor continuou incapaz de destravar o fragmento de Brainiac por alguma razão, e ao invés disso, usado para encontrar o quadrante do universo onde Brainiac e Darkseid tinham sido destruídos. Usando uma combinação de tecnologia e mágica, Luthor pretendia reintegrar as partes sobreviventes em uma nova versão do androide, mas ao invés disso só conseguiu inadvertidamente recriar Darkseid, reformado com a tecnologia de Brainiac integrada em sua pessoa. Renascido, Darkseid ataca Luthor e seus companheiros antes de retornar a Apokolips. Luthor e os membros sobreviventes da Legião retornaram à Terra e uniram forças com a Liga da Justiça para parar o ataque de Apokolips na Terra, e Luthor alegou que já não era capaz de ouvir Brainiac dentro de sua cabeça, embora quando Luthor então foi transportado ao Source Wall e recuperou a equação Antivida disse que somente um "intelecto de décimo segundo nível" poderia compreendê-la, e o único indivíduo com este QI é Brainiac (Metron, dos Novos Deuses, e o Doutor Manhatan também possuem intelecto do décimo segundo nível). Finalmente, entretanto, nunca revelou-se explicitamente se Brainiac sempre existiu verdadeiramente dentro da mente de Luthor, ou se Luthor era parcialmente insano. No ano 2979, como isso é revelado no episódio New Kids In Town de Superman: A Série Animada, Brainiac ainda vive e tem feito inimigos na Legião de Super Heróis. Durante esse tempo, aprendeu como passar seu código genético e criou Brainiac 5; no entanto, essa versão da identidade de Brainiac acabou sendo boa, e uniu-se à Legião num esforço para expiar os crimes de seus antecessores. O Brainiac original viajou de volta ao passado para destruir o Clark Kent adolescente antes que este se transformasse no Superman. Graças, em parte ao Rapaz Cósmico, Rapaz Camaleão e Satúrnia, Clark derrotou Brainiac e o teletransportou ao Sol, onde foi incinerado, destruindo o que poderia ser o último resto de Brainiac. Quando a Supergirl, junto com Lanterna Verde e o Arqueiro Verde foram mandados para o século 30 para ajudar a Legião, ela e Brainiac 5 começam a se apaixonar e finalmente decide permanecer lá. Isto deixa o Lanterna e o Arqueiro verde na difícil posição de falar ao Superman que Kara havia ficado para trás parcialmente por causa de seus sentimentos por Brainiac e tentaram explicar porque isso não era um problema.
- Legião de Super-Heróis - Na segunda temporada, no episódio Message in a Bottle, Brainiac 5 resolve voltar ao passado para aprender sobre as atrocidades cometidas por seu antecessor, Brainiac 1.0.
- Batman: The Brave and the Bold - aparece como um coluano no episódio "The Siege of Starro" Pt. 2  Em  "Battle of the Superheroes!", Brainiac aparece no inicio e fim tentando repopular seu planeta sequestrando Metrópolis e sendo enfrentado por Batman e Superman.
- Teen Titans Go! - O corpo de Brainiac faz uma aparição no episódio "Laundry Day". Cyborg manda seu corpo para lavar e reluta em adotar provisoriamente o corpo do vilão.
- The Looney Tunes Show - No episódio "Super Rabbit", Marvin o Marciano foi usado por Brainiac.
- Smallville

Brainiac é introduzido como um vilão recorrente na série, é interpretado por James Marsters. E fez inúmeras aparições nas temporadas 5ª, 7ª e 8ª. Ele também aparece no episódio Homecoming na décima temporada.

### Filmes de animação
- Superman: Brainiac Ataca - Brainiac foi adaptado para o desenho animado do Superman de 2006 chamado de "Brainiac Ataca" (no original Superman: Brainiac Attacks), lançado direto para DVD, quando foi dublado por Lance Henriksen. Com história de Duane Capizzi, que admitiu que este longa não segue continuidade dos desenhos da série Superman: Animated Serie, mas muitos acreditam que esta linha temporal pertença aos Lordes da Justiça. O filme inicia com a aterragem de Brainiac na Terra, que começa a absorver a informação ao redor. Superman o destrói com seu sopro gelado. Mas Lex Luthor consegue guardar uma parte de Brainiac e faz uma aliança com o robô quando o revive. Luthor deu a Brainiac um corpo novo, equipado com raio de Kryptonita e a habilidade de rastrear o Superman pelo seu DNA. Luthor e Brainiac queriam destruir o Superman. Depois Brainiac deixaria a Terra e Luthor apareceria como o "herói" que o expulsou. Mas Brainiac traiu Luthor, depois que achou que Superman fora destruído. Superman retorna e destrói o robô, sem antes se certificar de que nenhuma parte restara desta vez.
- Superman: Doomsday - uma estátua da cabeça robô aparece como troféu na Fortaleza da Solidão.
- All-Star Superman - estátua do Brainiac Pré-Crise, pele verde com diodos, é visto na Fortaleza da Solidão.
- Superman vs. The Elite - Brainiac é mencionado como tendo comido a cidade de Boston.
- Superman: Unbound - Brainiac é o principal antagonista, baseado no arco de histórias em quadrinhos Superman: Brainiac de Geoff Johns e Gary Frank.[6]

### Cinema
- Superman III - Brainiac iria aparecer nesse filme, disfarçado do especialista em programação de computadores Gus Gorman (Richard Pryor). Isso explica o plano do vilão de construir um super-computador. Muito provavelmente, Brainiac teria alguma culpa pela reprogramação de Superman que trouxe à tona seu lado escuro. Mas na versão final Brainiac não foi identificado como o vilão Gus e para todos os efeitos, o vilão dos quadrinhos não apareceu no filme.

### Videogames
- Brainiac aparece no final de Lego Batman 2: Dc Super-Heroes.
- Brainiac é o principal vilão de Lego Batman 3:Beyond Gotham.
- Brainiac é o principal vilão de Injustice 2.